# Nanomedicina

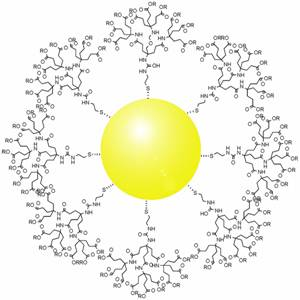
Nanopartícula de ouro

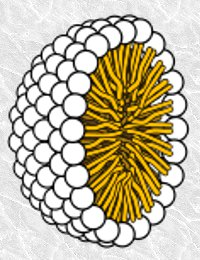
Micela

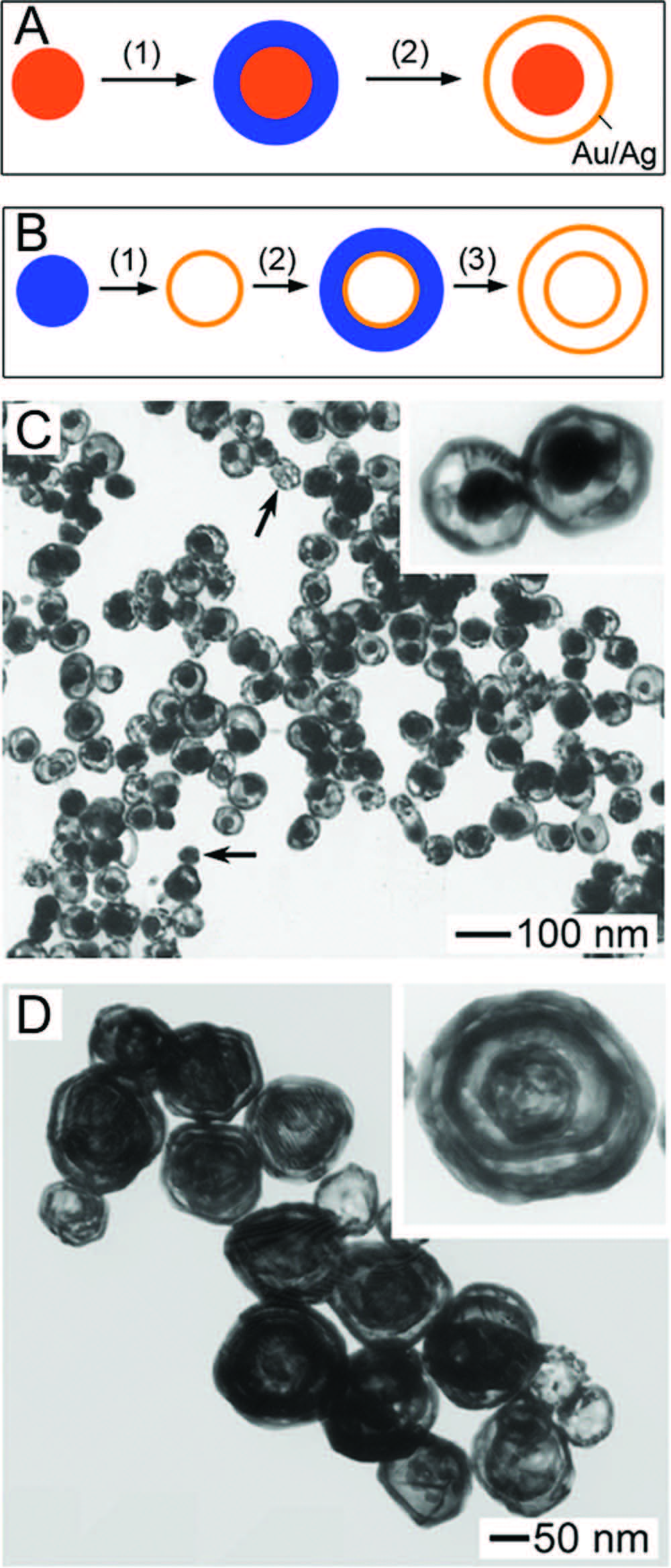
NanoShell

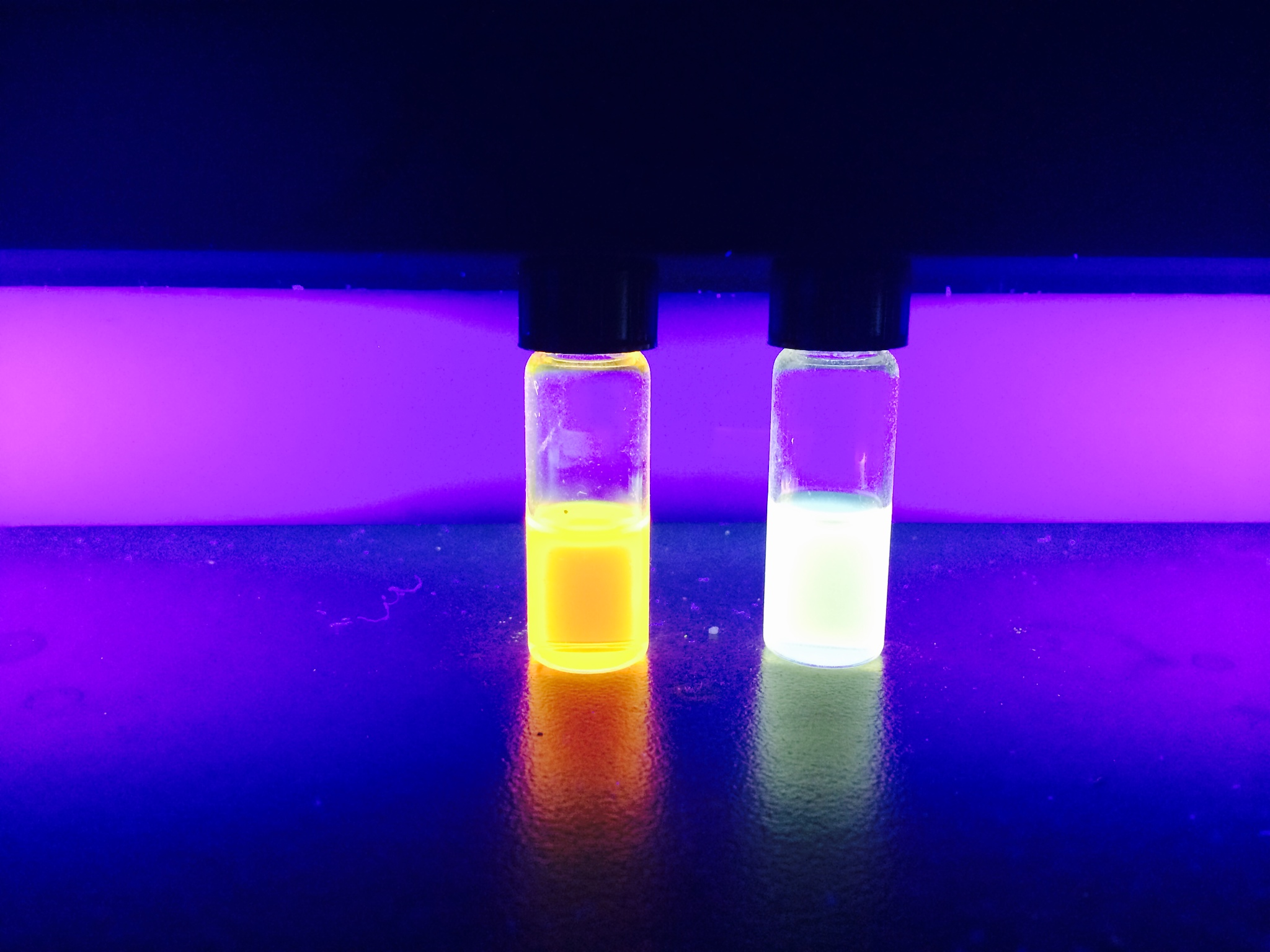
Quantum Dot (Ponto Quântico)

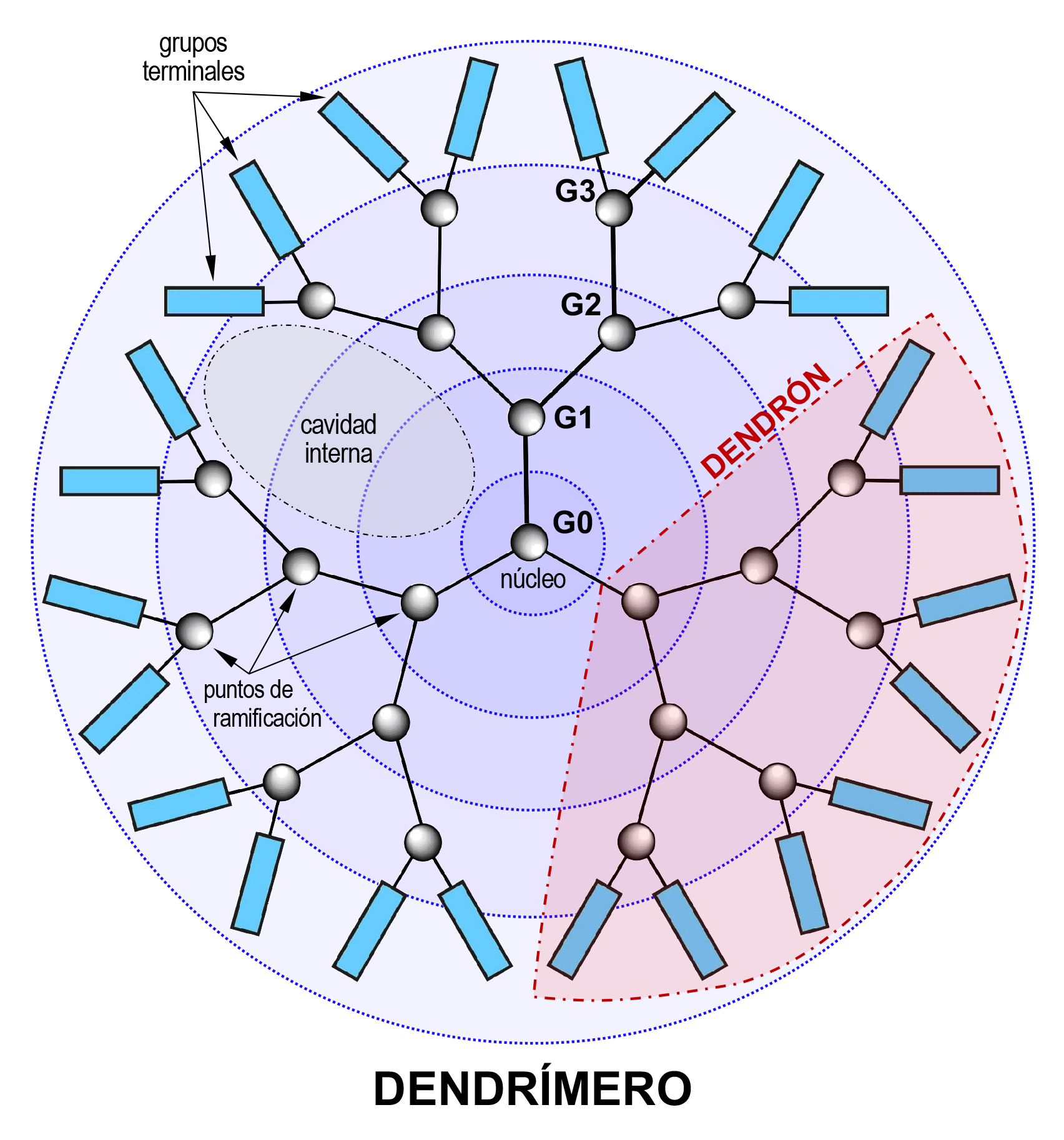
Dendrímero

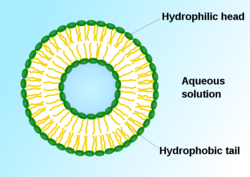
Lipossomas

A Nanotecnologia é definida como: "Design intencional, caracterização, produção e aplicação de materiais, estruturas, aparelhos e sistemas controlando seu tamanho e formato na escala nanométrica (1 a 100 nm)". Este conceito aplicado à medicina é a área de trabalho da nanomedicina.
Nanomateriais possuem semelhança com componentes de atividade biológica, proteínas, bactérias, células defeituosas e moléculas, pois todos estão contidos na escala nanométrica. 
Dessa forma, há várias utilidades médicas para essa tecnologia, já que podem ser feitas para diferentes tamanhos e formatos dentro da escala, com composições químicas e propriedades de superfície diferentes. Atualmente é utilizada para veículos de entrega de medicamentos, agentes de contraste, dispositivos de diagnóstico, do qual muitos estão sob estudo ou já foram aprovados para uso em humanos pela FDA (Food and Drug Administration).
Atualmente, já é comum de muitos desses nanomateriais atuarem como veículos de entrega de medicamento em tumores, fazendo um tratamento localizado e específico, diminuindo danos que poderiam ser ocasionados por outros tratamentos mais agressivos e menos específicos.
Nanomateriais comuns que estão em teste ou já foram aprovados pela FDA são: óxido de ferro (SPIONS), nanopartículas de ouro, nanoshells, lipossomas, polímeros, dendrímero e micela.
Existem instituições como o Foresight Institute, fundada em 1986, que promove o desenvolvimento da nanotecnologia e outros tecnologias emergentes, sendo um deses focos de pesquisa a biotecnologia, visando a construção desse conhecimento de forma segura e buscar formas de estender a expectativa de vida.

## Nanopartículas de ouro
Aurimmune que consiste de nanopartículas de ouro de 27 nm coberto por TNF-α e polietileno glicol tem como uso in vivo para o tratamento de pacientes com câncer avançado ou em metastase. Estudos comprovam que o TNF-α tem toxicidade reduzida em conjunto com as nanopartículas de ouro, a dosagem de citocinas como o TNF-α é limitado pela resposta inflamatória, do qual é diferente com o uso do Aurimmune, pois com este os pacientes são capazes de tolerar em até 20 vezes mais que a dosagem usual.
As nanopartículas de ouro também podem ser utilizadas para diagnósticos in vitro, como um detector de alta perfomance de genomas por exemplo, do qual apresenta eficiência semelhantes a ensaios baseados em PCR.

## Micelas
Genexol-PM (Samyang) consiste de Micelas de 20 a 50 nm formados por polietilenos glicol e polímeros de poli-d,l-lactideo. O Centro dessas micelas contém paclitaxel que é um inibidor mitótico quimioterápico. Em estudos realizados, pacientes tratados com essas nanopartículas foram capazes de tolerar maiores dosagens do medicamento.

## Dendrímero
Nanopartículas também podem ser utilizadas para evitar a propagação de alguma doença, como é o caso dos dendrímeros que se parecem como galhos de árvore. Em testes em animais já foi comprovado que são capazes de prevenir a transmissão de HIV. 

## Nanoshells
Nanoshells de ouro que contém um núcleo de silica revestido em ouro são utilizados para o tratamento de tumores de pescoço e cabeça, ao ser injetado no tumor e iluminados com ondas da faixa de frequências de 700 a 800 nm, elétrons excitados geram um aquecimentos localizado gerando a morte celular. 

## Agentes de contraste
As nanopartículas podem ser também sensitivas para a criação de imagens de tumores de câncer, na ressonância magnéticas com nanopartículas. Já há estudos da utilização de nanopartículas de óxido de ferro (SPIONS) para detectar a possível presença de metástases linfonodais em pacientes com câncer de prostata.

## Nanotecnologia farmacêutica
A nanotecnologia farmacêutica é uma área que busca desenvolver e caracterizar e aplicar sistemas terapêuticos em escala nanométrica. A aplicação da nanotecnologia ajuda a diminuir os custos do desenvolvimento de certos fármacos além de trabalhar na farmacocinética de alguns medicamentos. O carro chefe da área são as drogas de liberação controlada.

Drogas de liberação controlada
O que são.
Os fármacos de liberação controlada são obtidos a partir de moléculas manométricas capazes de atuar como gaiolas, armazenando no seu interior uma droga ou principio ativo de um medicamento.  Eles possuem características bem vantajosas na distribuição dos fármacos no organismo como:
Vantagens
- maior precisão na doses distribuídas do medicamento, dessa forma diminuindo a frequência de administração de sub doses ou doses tóxicas.
- aumenta a concentração do fármaco no local a ser tratado, diminuindo a concentração plasmática desse fármaco após a ingestão oral.;
- direcionamento do princípio ativo a alvos específicos, sem imobilização significativa das espécies bioativas;
-  Pode facilitar a distribuição de fármacos no organismo por conta da facilidade de interação com diversos sistemas.
- Usa menos princípio ativo além de ser mais preciso. Dessa forma reduz o preço do medicamento bem como a quantidade de doses e efeitos colaterais.
Estruturas
Além do citado acima, as nano partículas são pequenas o suficiente para serem administradas por vias alternativas como pulmonar, nasal, cutânea e oral. As principais estruturas aplicadas no ramo farmacêutico são as nano esferas, nano cápsulas e nano emulsões e lipossomas.  
Nas nano esferas, o fármaco e a matriz polimérica estão distribuídos homogeneamente na estrutura do sistema. Dessa forma se cria um sistema monolítico onde não é possível diferenciar um núcleo. 
As nano cápsulas formam uma espécie de reservatório onde, nesse caso, é possível identificar um núcleo envolto geralmente por uma película que o separa do meio externo. 
Já no caso das nano emulsões, são compostos que medem de 10 a 100 nm e é um sistema micelar proveniente da combinação de um tensoativo, que é um agente emulsificante, óleo e água.  Por fim, os lipossomas são lamelas de fosfolipídios, que podem ter a superfície modificada de acordo com as propriedades de interesse na distribuição do fármaco.
Características
Nem todos os fármacos possuem as características necessárias para serem aplicados como drogas de liberação controlada. Para se adequarem a essa aplicação, o fármaco precisa encaixar nas seguintes características:
·        Velocidades de absorção e excreção intermediárias, nem muito rápido, nem muito lento. O tempo de meia vida variando entre duas e oito horas.
·        Apresentar bom desempenho quando absorvidos no trato gastrointestinal tendo uma boa solubilidade, resistência e permeabilidade no meio aquoso.
·        Incapacidade de gerar metabolitos ativos
·        Apresentar alto Índice Terapêutico (TI)
·        Ser administrado, quando possível, no tratamento de condições crônicas, não agudas. Dessa forma dispensando o ajuste de doses diárias.

## References
1. 1 2 3  Kim, Betty Y.S.; Rutka, James T.; Chan, Warren C.W. (16 de dezembro de 2010). «Nanomedicine». New England Journal of Medicine (em inglês) (25): 2434–2443. ISSN 0028-4793. doi:10.1056/NEJMra0912273. Consultado em 13 de fevereiro de 2022
2. ↑  Visaria, Rachana K.; Griffin, Robert J.; Williams, Brent W.; Ebbini, Emad S.; Paciotti, Giulio F.; Song, Chang W.; Bischof, John C. (abril de 2006). «Enhancement of tumor thermal therapy using gold nanoparticle–assisted tumor necrosis factor-α delivery». Molecular Cancer Therapeutics (4): 1014–1020. ISSN 1535-7163. doi:10.1158/1535-7163.mct-05-0381. Consultado em 19 de fevereiro de 2022
3. ↑  Libutti, S. K.; Paciotti, G. F.; Myer, L.; Haynes, R.; Gannon, W. E.; Eugeni, M.; Seidel, G.; Shutack, Y.; Yuldasheva, N. (20 de junho de 2007). «Preliminary results of a phase I clinical trial of CYT-6091: A pegylated colloidal gold-TNF nanomedicine». Journal of Clinical Oncology (18_suppl): 3603–3603. ISSN 0732-183X. doi:10.1200/jco.2007.25.18_suppl.3603. Consultado em 19 de fevereiro de 2022
4. ↑  Nam, Jwa-Min; Thaxton, C. Shad; Mirkin, Chad A. (26 de setembro de 2003). «Nanoparticle-Based Bio-Bar Codes for the Ultrasensitive Detection of Proteins». Science (5641): 1884–1886. ISSN 0036-8075. doi:10.1126/science.1088755. Consultado em 19 de fevereiro de 2022
5. ↑  Kim, Tae-You; Kim, Dong-Wan; Chung, Jae-Yong; Shin, Sang Goo; Kim, Sung-Chul; Heo, Dae Seog; Kim, Noe Kyeong; Bang, Yung-Jue (1 de junho de 2004). «Phase I and Pharmacokinetic Study of Genexol-PM, a Cremophor-Free, Polymeric Micelle-Formulated Paclitaxel, in Patients with Advanced Malignancies». Clinical Cancer Research (11): 3708–3716. ISSN 1078-0432. doi:10.1158/1078-0432.ccr-03-0655. Consultado em 19 de fevereiro de 2022
6. ↑  Helms, Brett; Meijer, E. W. (18 de agosto de 2006). «Dendrimers at Work». Science (5789): 929–930. ISSN 0036-8075. doi:10.1126/science.1130639. Consultado em 19 de fevereiro de 2022
7. ↑  Hirsch, L. R.; Stafford, R. J.; Bankson, J. A.; Sershen, S. R.; Rivera, B.; Price, R. E.; Hazle, J. D.; Halas, N. J.; West, J. L. (3 de novembro de 2003). «Nanoshell-mediated near-infrared thermal therapy of tumors under magnetic resonance guidance». Proceedings of the National Academy of Sciences (23): 13549–13554. ISSN 0027-8424. doi:10.1073/pnas.2232479100. Consultado em 19 de fevereiro de 2022
8. ↑  Harisinghani, Mukesh G.; Barentsz, Jelle; Hahn, Peter F.; Deserno, Willem M.; Tabatabaei, Shahin; van de Kaa, Christine Hulsbergen; de la Rosette, Jean; Weissleder, Ralph (19 de junho de 2003). «Noninvasive Detection of Clinically Occult Lymph-Node Metastases in Prostate Cancer». New England Journal of Medicine (25): 2491–2499. ISSN 0028-4793. doi:10.1056/nejmoa022749. Consultado em 19 de fevereiro de 2022
9. ↑  NANOTECNOLOGIA APLICADA A FÁRMACOS- BÁRBARA MATHIAS FAHNING e ELYOMAR BRAMBATI LOBÃO. http://www.ucv.edu.br/fotos/files/06.pdf
10. ↑   Applications of Nanotechnology in Pharmaceutical Development, Moghis U. Ahmad, Shoukath M. Ali, and Imran Ahmad